# Ојачани липиди
Ојачани липиди су липидни молекули у којима неке од масних киселина садрже деутеријум уместо водоника. Могу се користити за заштиту живих ћелија успоравањем ланчане реакције због изотопског дејства на пероксидацију липида (oксидативни стрес). Липидни двослој мембране ћелије и органеле садрже полинезасићене масне киселине (ПНМК) које су кључне компоненте ћелијских и органелних мембрана. Сваки процес који или повећава оксидацију ПНМК или омета њихову способност да се замене може довести до озбиљне болести. Сходно томе, употреба појачаних липида који заустављају ланчану реакцију пероксидације липида има превентивни и терапеутски потенцијал.

## Примери појачаних липида
Постоји велики број полинезасићених масних киселина које се могу појачати деутерацијом. Оне укључују (називи ојачаних деутерираних верзија су одвојени косом цртом):
- линолна киселина / D2-линолна киселина
- α-линоленска киселина / D4-α-линоленска киселина
- арахидонска киселина / D6-арахидонска киселина
- еикозапентаенска киселина / D8-еикозапентаенска киселина
- докозахексаенска киселина / D10-докозахексаенска киселина

## Механизам деловања
Водоник је хемијски елемент са атомским бројем 1. Има само један протон и један електрон. Деутеријум је тежи природни, нерадиоактивни, стабилни изотоп водоника. Деутеријум садржи један протон, један електрон и неутрон, што ефективно удвостручује масу изотопа деутеријума без значајног мењања његових својстава. Замена водоника деутеријумом даје деутерисана једињења која су по величини и облику слична једињењима на бази водоника.
Један од најпогубнијих и најнепоправљивијих типова оксидативног оштећења који наносе реактивне врсте кисеоника (РВК) на биомолекуле укључује цепање везе угљеник-водоник (апстракција водоника). У теорији, замена водоника деутеријумом „појачава“ везу због кинетичког изотопског ефекта, а такви појачани биомолекули које тело преузме биће отпорнији на РВК.